# Науру (народ)

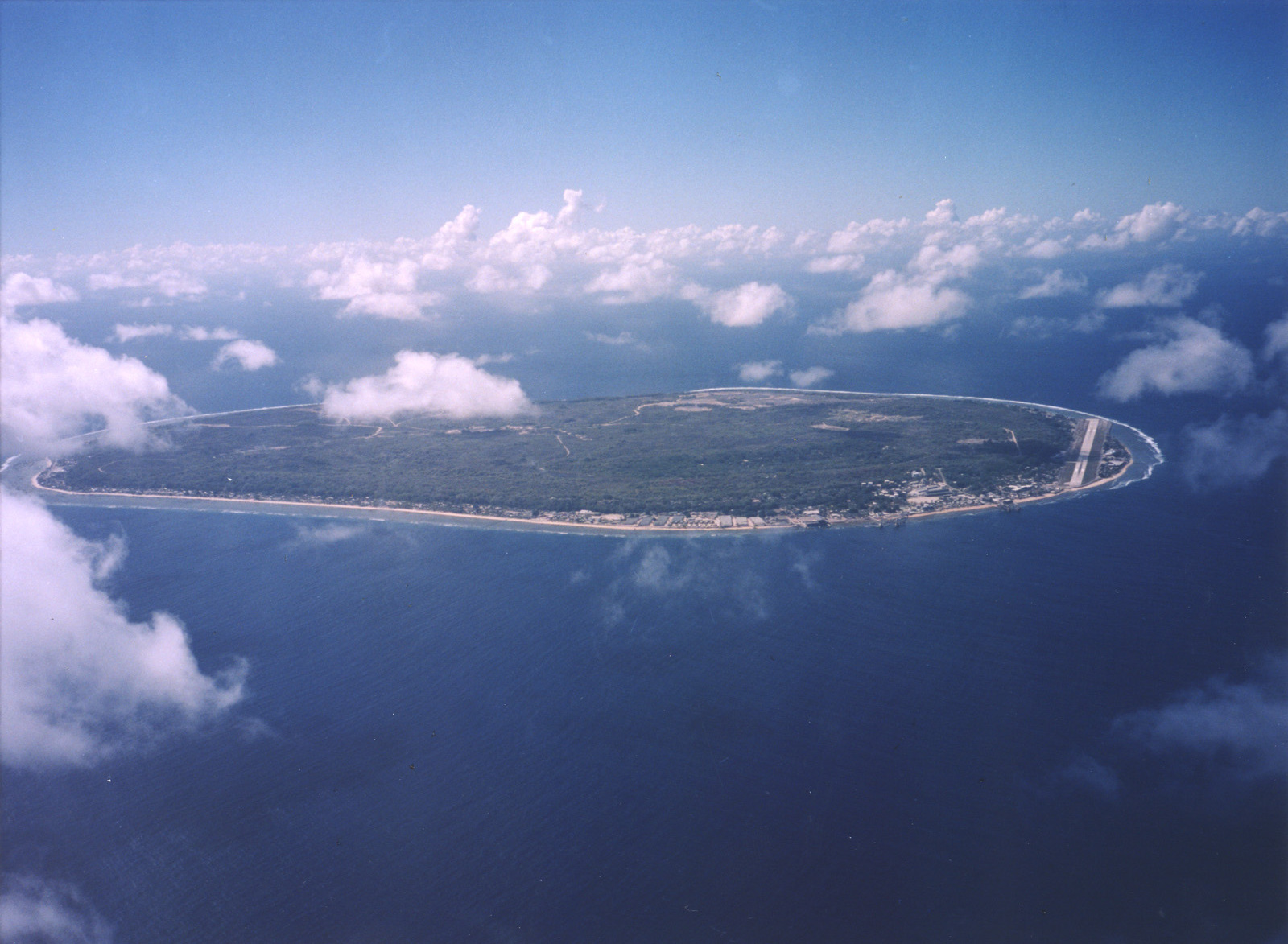
Остров Науру

Наро́д нау́ру или науруа́нцы — коренное население острова Науру в юго-западной части Тихого океана. Численность — около 7000 человек, главным образом на Науру. По лингвистическому и географическому критерию относятся к микронезийцам.

## Происхождение

Гипотезы заселения Науру на фоне путей колонизации Микронезии

Науруанцы характеризуются сочетанием меланезийских, микронезийских и полинезийских черт, как во внешнем облике, так и в культуре . Это обстоятельство, а также скудность археологических остатков и отсутствие письменных свидетельств об истории, как Науру, так и Микронезии в целом до прихода европейцев, определяют сложность проблемы происхождения этого народа и разнообразие попыток его объяснения.
Так высказывались предположения, что науруанцы могут быть потомками полинезийских колонистов, преднамеренно высадившихся или потерпевших крушение в окрестностях острова Науру. С одной стороны исследования показывают высокую вероятность выживания в условиях Полинезии группы порядка 50 человек, с другой стороны прямыми потомками полинезийцев науруанцы быть не могут в силу названных выше признаков. Молекулярно-генетические исследования также показывают, что науруанцы по генетическим маркерам чётко отделяются от полинезийцев.
Ещё в 1920-е годы выдвигались гипотезы, что первопоселенцами на Науру могли быть меланезийцы, которые смешались с прибывшими позже полинезийцами. Такие взгляды встречаются и в современных источниках. Кроме того, нередко науруанцы рассматриваются как народ, возникший в результате смешения меланезийцев, микронезийцев и полинезийцев.
В настоящее время для решения проблемы заселения островов Океании используются, преимущественно, данные сравнительной лингвистики. Однако, если пути заселения Микронезии в общих чертах ясны, место Науру среди них по-прежнему является темой дискуссий.
Так, согласно одной из гипотез (на схеме — 1), австронезийцы, выходцы с южной части Филиппинских островов и северной части Молуккских островов, заселившие Западную Микронезию, могли достичь и Науру.
Согласно другой гипотезе (на схеме — 2), Науру вместе с Центральной и Восточной Микронезией попадает в область заселения с юго-востока, выходцами с Соломоновых островов или с Новых Гебрид. Предполагается, что этими колонистами являлись представителями восточноокеанийской общности (то есть носителями правосточноокеанийского языка). При этом указывается несколько обособленное положение науруанцев среди других народов Центральной и Восточной Микронезии.
Согласно третьей гипотезе (на схеме — 3), Науру как и Соломоновы острова был заселён праокеанийцами, ещё до распада последних на меланезийцев, микронезийцев и полинезийцев, во время миграции с островов Бисмарка. При этом взгляд на заселение Центральной и Восточной Микронезии совпадает с предыдущей гипотезой.
Вопрос происхождения меланезийского компонента также до конца не решён. С одной стороны австронезийцы могли испытать смешение с меланезийцами ещё на архипелаге Бисмарка, с другой стороны они могли смешаться с меланезийцами в результате более поздней папуасской миграции с запада.
Оценки периода заселения, как Науру, так и Микронезии значительно варьируют у разных авторов. Одни авторы указывают сроки около 3 тысяч лет назад, другие отдаляют время заселения Науру на 5000 лет.

## Традиционный образ жизни

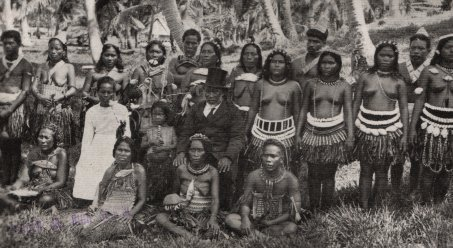
Науруанцы в конце XIX века

В раннем периоде истории Науру население было представлено 12 племенами: деибоэ (наур. Deiboe), эамвидамит (наур. Eamwidamit), эамвидара (наур. Eamwidara), эамвит (наур. Eamwit), эамгум (наур. Eamgum), эано (наур. Eano), эмео (наур. Emeo), эорару (наур. Eoraru), ируци (наур. Irutsi), ирува (наур. Iruwa), иви (наур. Iwi) и ранибок (наур. Ranibok).
Племя ирува (букв. иноземцы) состояло из выходцев с островов Гилберта или Банаба, приплывшими на остров Науру в начале XIX века. У племён ирутси и иви нет современных потомков, так как их последние представители погибли при японской оккупации Науру во время Второй мировой войны.
Верховный вождь, которому подчинялись бы все 12 племён, на острове отсутствовал. Вместо этого у каждого племени был свой племенной вождь.
До появления на острове европейцев население Науру находилось на стадии разложения первобытно-общинного строя и состояло из трёх классов:
- Темонибе (наур. temonibe) — старшие члены рода, считались обладателями могущественной магии[15].
- Амененгаме (наур. amenangame) — младшие члены рода, составлявшие основную часть племени.
- Итсио (наур. itsio) — рабы[16].

Согласно справочнику Deutsches Kolonial Lexikon, науруанское общество состояло из шести классов: четыре были свободными земледельцами: Temonibä, Emo, Amänengamä и Engamä, а два — зависимыми категориями: Idzio и Itiora (названия приводятся в авторской орфографии). Однако их природа не раскрывается.
Принадлежность человека к определённому классу зависела от класса матери. Дочери, родившиеся до рождения сына, и сын приписывались к классу матери. Дети, родившиеся после первого сына, принадлежали к следующему по нарастанию классу.
Туземцы жили во дворах, состоявших из 2—3 домов. Несколько дворов составляли деревню. Несколько деревень составляли гау (округ). На Науру существовало 168 деревень.
Основным занятием древних науруанцев было сельское хозяйство (выращивание кокосовых пальм, бананов, панданусов), а также рыболовство (в том числе, искусственное разведение рыбы ханос в лагунах Буада и Анабар).
Характерная черта науруанских мифов — отсутствие представлений о миграции предков на остров с других земель (в отличие от других народов Океании). Науруанцы считали, что происходят от двух камней-прародителей.

## Современное состояние
Почти все науруанцы владеют английским и науруанским языками, но молодое поколение предпочитает использовать английский. Более 70 % науруанцев — последователи Науруанской протестантской церкви, большинство остальных — католики.